# 胡永和
胡永和（16世紀—17世紀），字履初，江西饒州府萬年縣文北鄉石鎮街人，明朝政治人物。

## 生平
胡永和個性醇謹博學，是萬曆四十六年（1618年）的舉人，不曾出現公堂，到天啟五年（1625年）會試中副榜，授肇慶府推官，處事廉介明允，人民敬愛、感其德威，在任內去世，死前賣去婢僕以購買棺木，人們都覺得他賢慧。

## 引用
1. 1 2  同治《萬年縣志·卷六》：胡永和，字履初，石鎮街人，性醇謹博學沉潛，領萬歷戊午鄉薦，絕跡公庭，中乙丑會試副榜，授廣東肇慶司李，廉介明允，民咸敬愛之，卒於官，鬻婢僕以資輿櫬，時論賢之。
2. ↑  同治《萬年縣志·卷五》：舉人……萬厯四十六年戊午科 舊志誤壬子 胡永和 字履初，文北鄉人，中乙丑會試乙榜出仕
3. ↑  四庫全書《江西通志·卷九十·人物二十五》：胡永和，字履初，萬年人，性醇謹博學沉潛，領戊午鄉薦，授廣東肇慶司李，廉介明允，民懷其德威，卒於官，鬻婢僕以資輿櫬，鄉里競傳其賢云。 同上（人物志）